# Bisdom Villarrica del Espíritu Santo

Het bisdom binnen Paraguay

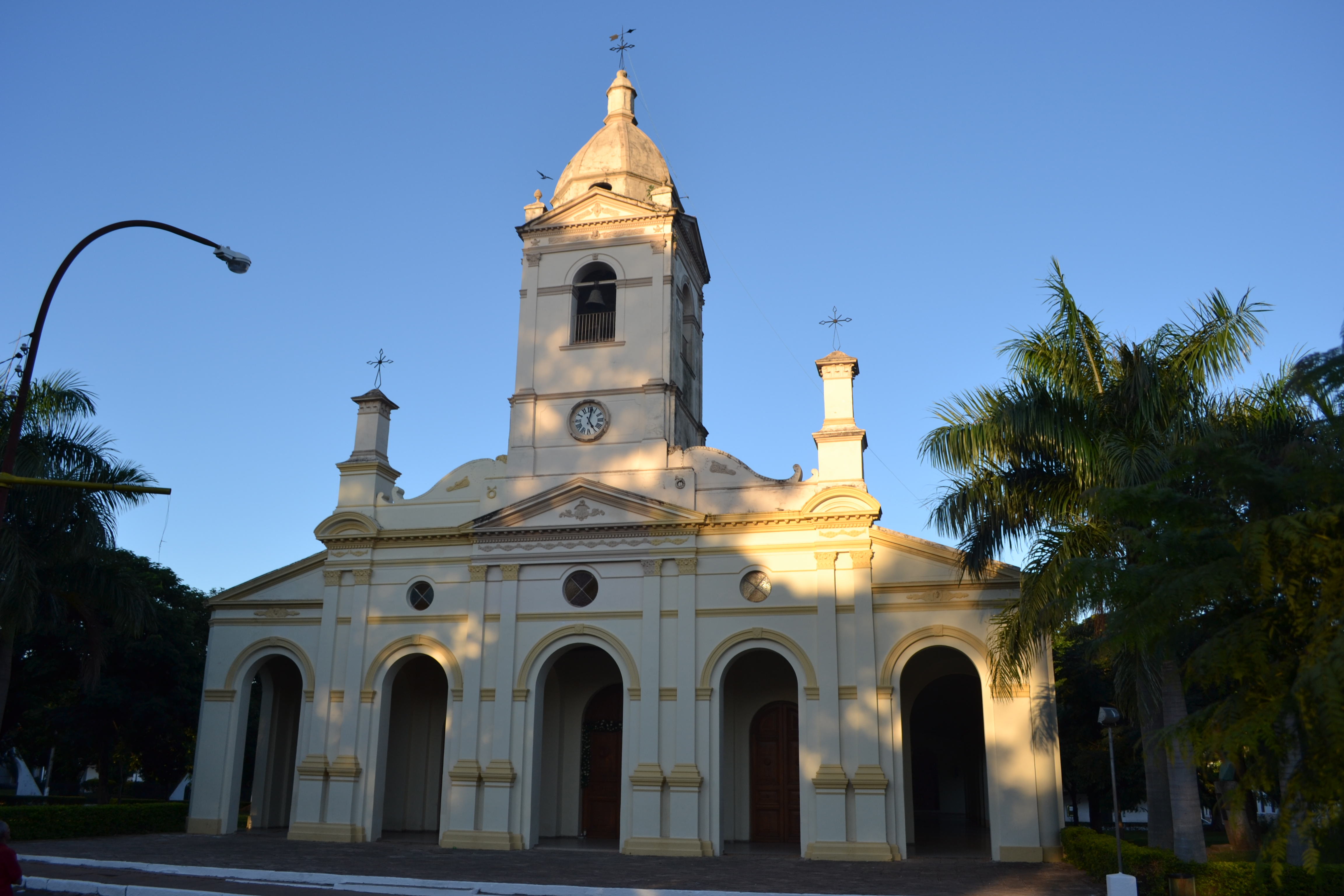
De kathedraal van Villarrica

Het bisdom Villarrica del Espíritu Santo (Latijn: Dioecesis Villaricensis Spiritus Sancti) is een rooms-katholiek bisdom met als zetel Villarrica in Paraguay. Het bisdom is suffragaan aan het aartsbisdom Asunción. 
Het bisdom werd opgericht in 1929 onder de naam Villarrica. In 1990 werd de naam gewijzigd in Villarrica del Espíritu Santo om verwarring met het bisdom Villarrica in Chili te vermijden.
In 2020 telde het bisdom 38 parochies. Het bisdom heeft een oppervlakte van 13.342 km2 en telde in 2020 345.000 inwoners waarvan 91,4% rooms-katholiek waren. 

## Bisschoppen
- Bartolomé Adorno (1931-1931)
- Agustín Rodríguez (1931-1965)
- Felipe Santiago Benitez Avalos (1965-1989)
- Sebelio Peralta Alvarez (1990-2008)
- Ricardo Jorge Valenzuela Rios (2010-2017)
- Adalberto Martínez Flores (2018-2022)
- vacant

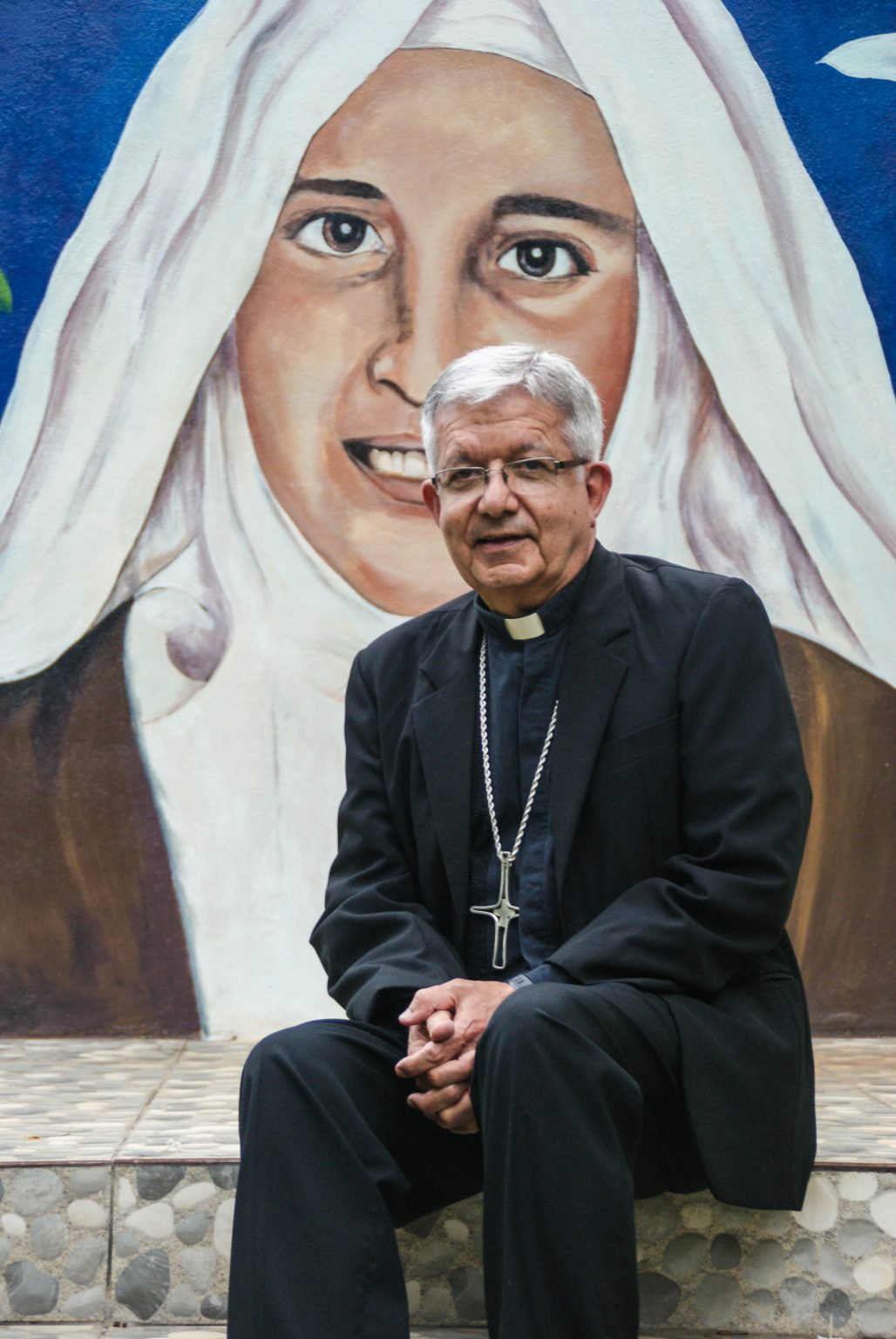
Adalberto Martínez Flores